# امامزاده علی‌اکبر (بوئین‌زهرا)
امامزاده علی اکبر مربوط به دوره قاجار است و در شهرستان بویین زهرا، بخش مرکزی، روستای سگز آباد واقع شده و این اثر در تاریخ ۱۹ مرداد ۱۳۸۴ با شمارهٔ ثبت ۱۲۸۹۴ به‌عنوان یکی از آثار ملی ایران به ثبت رسیده است.